# 미즈호정 (교토부)
미즈호정(일본어: 瑞穂町)은 일본 교토부 후나이군에 놓여졌던 정이다. 
미즈호정은 1988년 교토 국체를 계기로 하키가 성행하고 1996년 인조잔디하키장이 완공되는 등 하키를 하기 위한 최적의 환경으로 자리 잡았다. 
2005년 10월 11일에 교탄바정, 와치정이 합병해 교탄바정이 되었다.

## 역사
- 1951년 4월 1일 - 히노키야마촌, 우메다촌, 산노미야촌, 시쓰미촌이 합병해 미즈호촌이 성립하였다.
- 1955년 4월 1일 - 정으로 승격해 미즈호정이 되었다.
- 2005년 10월 11일 - 교탄바정, 와치정과 합병해 교탄바정이 성립하였다. 동일 미즈호정은 폐지되었다.

## 교통

### 도로
- 국도 9호선
- 국도 제173호선 (일본)(일본어판)